# Waldbronn
Waldbronn là một đô thị ở huyện Karlsruhe, bang Baden-Württemberg, Đức. Đô thị này có diện tích 11,35 km², dân số thời điểm 31 tháng 12 năm 2006 là 12.340 người. Waldbronn tọa lạc ở bắc rừng Đen, 11 km về phía đông nam Karlsruhe.